# Condado de Todd (Kentucky)
El condado de Todd (en inglés: Todd County) es un condado del estado estadounidense de Kentucky. Según el censo de 2020, tiene una población de 12.243 habitantes.
La sede del condado es Elkton.

## Geografía
Según la Oficina del Censo, el condado tiene un área total de 976.60 km², de la cual 970 km² es tierra y 6.60 km² es agua.

### Condados adyacentes
- Condado de Muhlenberg (norte)
- Condado de Logan (este)
- Condado de Robertson (Tennessee) (sureste)
- Condado de Montgomery (Tennessee) (suroeste)
- Condado de Christian (oeste)

## Demografía
Según la Oficina del Censo en 2000, los ingresos medios por hogar en el condado eran de $29,718, y los ingresos medios por familia eran $436,043. Los hombres tenían unos ingresos medios de $28,502 frente a los $20,340 para las mujeres. La renta per cápita para el condado era de $15,462. Alrededor del 17.20% de la población estaban por debajo del umbral de pobreza.

## Localidades
- Allensville
- Elkton
- Fairview
- Clifty
- Daysville
- Guthrie
- Kirkmansville
- Sharon Grove
- Trenton
- Pea Ridge
- Allegre
- Claymour
- Tiny Town
- Daysville